# 岡山県の市町村歌一覧
岡山県の市町村歌一覧（おかやまけんのしちょうそんかいちらん）は、日本の岡山県に属する市町村で制定されている、もしくは過去に制定されていた市町村歌などの自治体歌やそれに準じた楽曲の一覧である。なお、一覧の順序は全国地方公共団体コード順による。

## 概説
岡山市や倉敷市は戦前から市歌を制定していたが、県内で市歌を制定している市は半数弱に留まっている。特に平成の大合併を経て新たに誕生した市における市歌制定の動きは活発とは言えず総社市、瀬戸内市、赤磐市および備前市と半数に留まっている。
町村部でも平成の大合併後は美咲町が憲章歌を、和気町が町民音頭を作成した以外に目立った動きが見られない。

## 岡山市
- 岡山市民歌[1] - 1958年（昭和33年）4月制定

作詞：佐藤末治 作曲：中田喜直
市制70周年記念。2代目の市歌である。
- 絆 -KIZUNA-[2] - 2012年（平成24年）発表

作詞：岡山市民、中西圭三 作曲：中西圭三 編曲：小西貴雄
市制123周年・「市民の日」制定記念「おかやまの詩」。
上記の他、1979年（昭和54年）の市制90周年には「はばたく岡山」（作詞：壺坂輝代 作曲：野上義臣）と「緑と水の街」（作詞：十二村哲 作曲：遠藤実）の2曲が作られ「岡山市民歌」と共にソノシート付きの記念誌『90周年記念市民歌』へ収録された。
岡山市の区では政令指定都市移行後に区歌や区民音頭を作成する目立った動きは無く、東区の「西大寺音頭」や北区一宮地域の「備前一宮音頭」など編入合併前の旧市町村を単位とした市町村民音頭が自主的に継承されている。

## その他市部
倉敷市
- 倉敷市歌[4] - 1972年（昭和47年）10月1日制定

作詞：花田鶴彦 補作：市歌選考委員会 作曲：山下和子
倉敷市・児島市・玉島市の3市合併を記念して制定された。2代目（新設合併後の倉敷市としては初代）の市歌である。
津山市
- 津山市民の歌[5] - 1950年（昭和25年）4月10日制定[6]

作詞：小山健三 作曲：佐藤吉五郎
- MY MY MY TSUYAMA[7]

市民愛唱歌。
玉野市
- 玉野市歌[8] - 1950年（昭和25年）8月3日制定

作詞：壺井繁治 作曲：関忠亮
市制10周年記念。
笠岡市
- My Dear 笠岡 - 2002年（平成14年）発表

作詞：南英市 作曲：高月啓充
市制50周年記念イメージソング。
この他、笠岡諸島の「地域の歌」として「ぼくらはおなじひかりをみつめている」（作詞・作曲：河田総一郎）と「夕なぎ」（同）の2曲が発表されている。
井原市
- 井原市民の歌[10]

作詞：武村充大 作曲：遠藤実 編曲：只野通泰
総社市
- 総社市の歌[11] - 2015年（平成27年）3月22日制定

作詞：なんば・みちこ 作曲：上田豊
新設合併10周年記念。
高梁市
- （未制定）

新設合併前の（旧）高梁市の時代から市歌は制定されていない。高梁地域合併協議会では「新市において制定する」との申し合わせが行われているが、実現していない。
新見市
- （未制定）

阿新地域合併協議会では、市歌の制定については特に取り決めが行われなかった。
備前市
- 備前だより[13] - 2024年（令和6年）10月9日制定

作詞：水木れいじ 作曲：岡千秋
備前市・日生町・吉永町合併協議会では市歌の制定について特に取り決めが行われなかったが、2025年（令和7年）の合併20周年を前に制定された。
瀬戸内市
- ふらり瀬戸内いいきもち[14]

作詞：小林鈴代 補作：大西豊彦 作曲：鈴木康博
市イメージソング。
赤磐市
- 未来へつなぐ 〜赤磐市の歌〜[15] - 2017年（平成29年）3月2日制定

作詞：赤磐市ゆかりの皆さん、赤磐市の歌作成委員会 作曲：赤磐市の歌作成委員会
真庭市
- （未制定）

真庭地域合併協議会では、市歌の制定については特に取り決めが行われなかった。2014年（平成26年）に「真庭市ものがたり会議」が市の総合計画策定に当たって公表した提言では「真庭市歌をつくる」が挙げられている。
美作市
- （未制定）

勝英地域合併協議会では、市歌の制定については特に取り決めが行われなかった。
浅口市
- （未制定）
- 浅口音頭 - 2014年（平成26年）発表

金光町・鴨方町・寄島町合併協議会では「新市において検討する」との申し合わせが行われているが、実現していない。

## 町村部
和気郡和気町
- 和気町音頭[18] - 2010年（平成22年）発表

作詞：工藤和久 作曲：田中瑞穂
都窪郡早島町
- 新早島小唄 - 1966年（昭和41年）制定

作詞：井上久良 作曲：池田得男
町制70周年記念。
- 組曲「ふるさと早島」[19] - 2013年（平成25年）発表

作詞：川越文子 作曲：矢内直行
町民総合会館「ゆるびの舎」開館15周年記念。
浅口郡里庄町
- 里庄町の歌[20]

小田郡矢掛町
- 矢掛夢唄[21]

作詞：丹古晴己 作曲：飯田譲
真庭郡新庄村
- （不明）

苫田郡鏡野町
- 鏡野町賛歌[22]

新設合併前の（旧）鏡野町の町歌である。苫田郡西部合併協議会で行われた「新町において新たに定めるものとする」との申し合わせに基づき失効したものとして扱われているが、新町歌の制定は実現していない。
勝田郡勝央町
- 勝央町の歌 - 1954年（昭和29年）制定

勝田郡奈義町
- 奈義町歌

作詞：森藤義隆 作曲：影山秀明
英田郡西粟倉村
- （不明）

久米郡久米南町
- 久米南町歌

久米郡美咲町
- ～心のふるさと～ MISAKI TOWN[23] - 2018年（平成30年）5月制定

作詞：美咲町民憲章より 作曲：矢木有美
合併10周年を記念し、町民憲章の条文に曲を付けた憲章歌を作成した。
加賀郡吉備中央町
- （未制定）

吉備中央高原地域合併協議会では、市歌の制定については特に取り決めが行われなかった。

## 廃止された市町村歌
- 岡山市歌[24] - 1930年（昭和5年）制定

作詞：守時高樹 作曲：岡野貞一
初代の市歌である。現行の「岡山市民歌」と代替わりした後は忘れ去られていたが、2008年（平成20年）に山陽女子高等学校放送部が作詞者の遺族らと協力して復活演奏を実施した。
倉敷市
- 倉敷市歌（旧） - 1936年（昭和11年）制定

作詞：富田砕花 作曲：宮原禎次
初代（新設合併前の旧倉敷市）の市歌である。
西大寺市
- 西大寺市民歌